# Cuspidaria rostrata
Cuspidaria rostrata är en musselart som först beskrevs av Lorenz Spengler 1793.  Cuspidaria rostrata ingår i släktet Cuspidaria och familjen Cuspidariidae. Arten är reproducerande i Sverige. Inga underarter finns listade i Catalogue of Life.